# Hochschul- und Forschungszentrum Garching
Das Hochschul- und Forschungszentrum Garching ist ein Campus der Technischen Universität München (TUM) und Standort zahlreicher weiterer Forschungseinrichtungen. Mit rund 20.300 Studierenden und mehr als 7.500 Angestellten in den Bereichen der TUM und den örtlichen Forschungseinrichtungen gehört das Gelände nach Angaben der Stadt zu den größten Wissenschaftszentren in Deutschland.

## Geographie

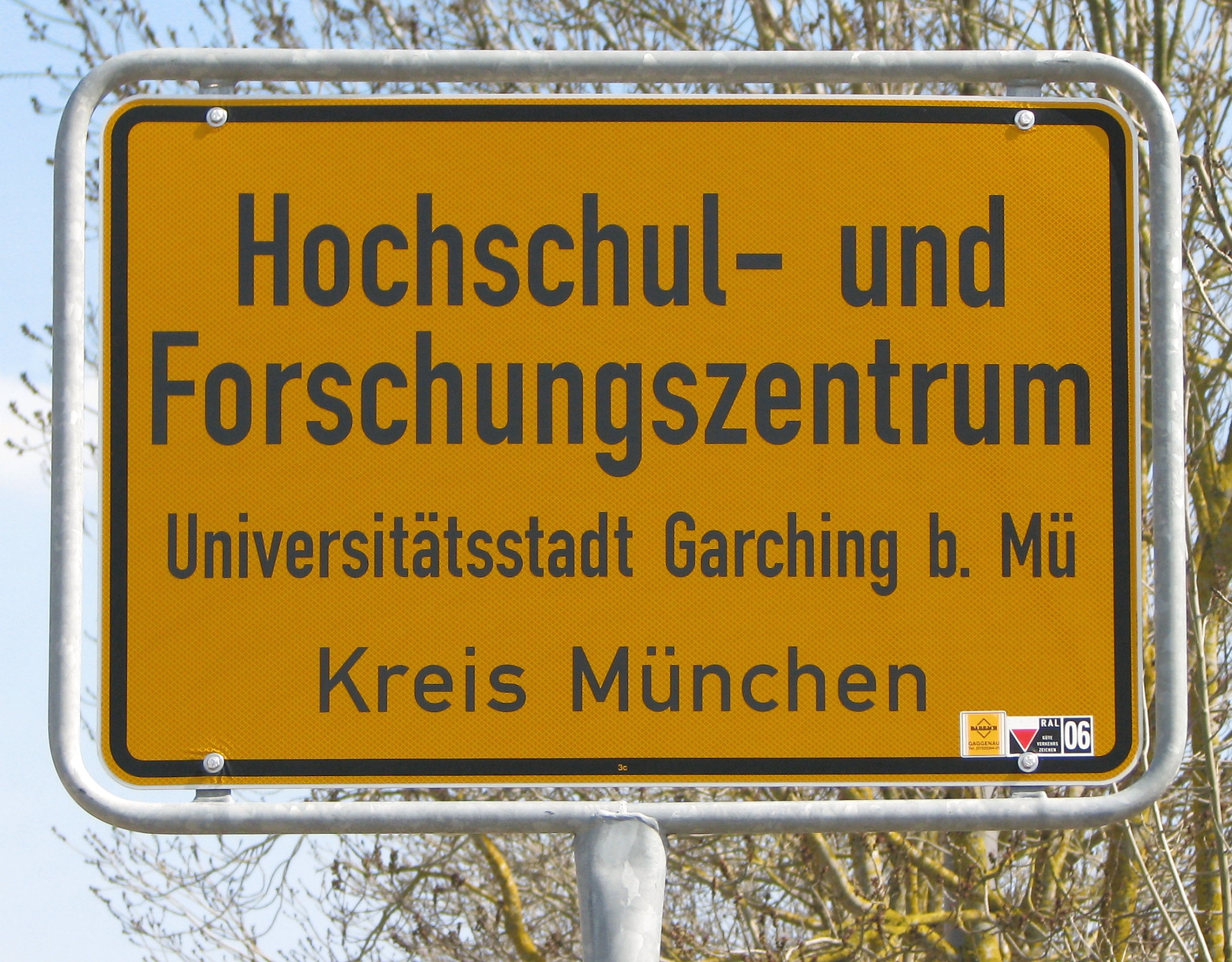
Ortseingangstafel zum Hochschul- und Forschungszentrum Garching

### Lage
Das Hochschul- und Forschungszentrum ist ein Ortsteil der Stadt Garching bei München. Es liegt links der Isar, circa 2 bis 3 Kilometer nordöstlich des Garchinger Stadtzentrums, circa 17 Kilometer nordnordöstlich der Stadtmitte Münchens, und circa 16 Kilometer südwestlich des Flughafens München.
Das Gelände grenzt nach Norden, Osten und teilweise auch Süden an das Landschaftsschutzgebiet Isartal; im Norden bildet der Wiesäckerbach die Grenze zum Dietersheimer Ackerland und damit zum Landkreis Freising; im Osten geht das Gelände in den Auwald über. Entwicklungsmöglichkeiten (innerhalb der Gemeindegrenzen von Garching) bestehen somit nur in Richtung Westen bis zur Freisinger Landstraße oder allenfalls bis zur Autobahn.

### Verkehr

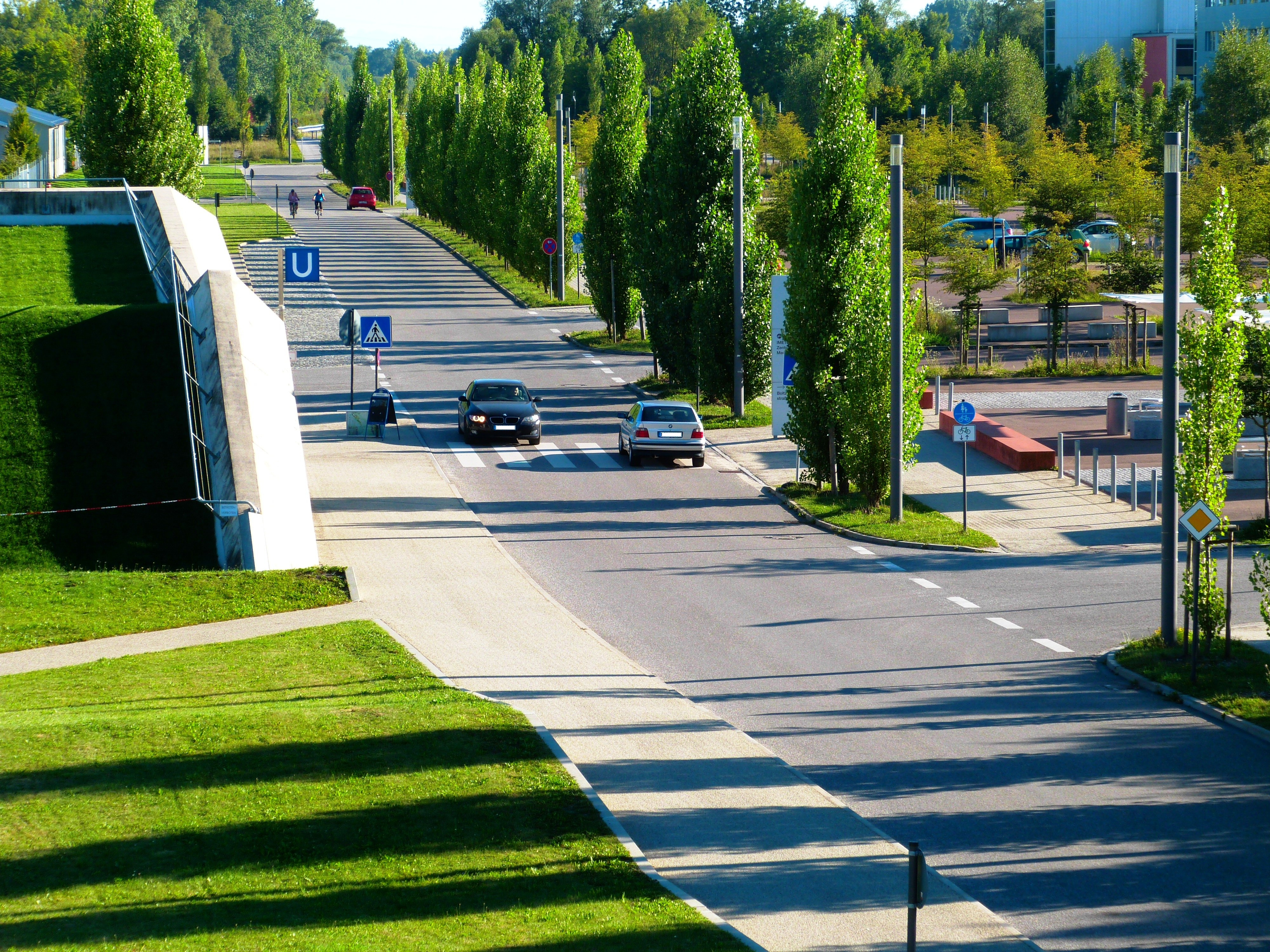
Außenansicht des U-Bahnhofs Garching-Forschungszentrum

Das Gelände liegt in der Nähe der Ausfahrt Garching-Nord der Bundesautobahn 9. Per Fahrrad ist es über den Isarradweg straßenkreuzungsfrei aus München zu erreichen; eine Anbindung an den ersten Münchner Radschnellweg ist in Planung.
Problematisch war lange Zeit die Erreichbarkeit mit öffentlichen Verkehrsmitteln. Die TUM betrieb einen eigenen Pendelbus zwischen ihrem Stammgelände in der Maxvorstadt und dem Garchinger Campus. Öffentliche Busse verkehrten ab dem U-Bahnhof Studentenstadt, später dann ab Garching-Hochbrück. Wer am frühen Abend den letzten Bus versäumte, war darauf angewiesen, per Anhalter heimzukommen. Das brachte dem Standort die Beinamen Garchosibirsk und Novogarchinsk ein.
Seit 2006 ist das Gelände mit dem Endbahnhof Garching-Forschungszentrum ans Netz der U-Bahn München angebunden. Die U-Bahn-Linie 6 verkehrt tagsüber im 10-Minuten-Takt und benötigt 30 Minuten zum Marienplatz in der Münchner Stadtmitte. Regionalbusse verkehren nach Haar, Neufahrn/Eching und Oberschleißheim. Nach Freising, München (Arabellapark) und Dachau gibt es Expressbusverbindungen.
Seit 2024 verbindet der Isarsteg Garching–Fischerhäuser den Campus mit dem gegenüberliegenden Ort Fischerhäuser.

### Gliederung
Hauptachse des Campus ist die süd-nördlich verlaufende Boltzmannstraße mit dem parallel dazu verlaufenden Grünstreifen auf dem Deckel des U-Bahnhofs. Die ältesten Forschungsinstitute (Forschungsreaktor, Max-Planck-Institut für Plasmaphysik, Max Planck Computing and Data Facility, ehemals Rechenzentrum Garching) befinden sich östlich dieser Achse, die jüngeren Fakultätsgebäude (Mathematik/Informatik, Maschinenwesen) westlich. Im Norden liegen das Physikdepartment, weitere physikalische Institute, die Mensa, das Institut for Advanced Study, das Chemiedepartment und das Gründerzentrum; im Süden das Leibniz-Rechenzentrum und mehrere Max-Planck-Institute.
Süd-nördlich verlaufen auch zwei Bäche, die aus dem Schwabinger Bach und dem Nymphenburg-Biedersteiner Kanal gespeist werden: im Westen, hinter den großen Fakultätsgebäuden, wurde entlang des teilweise aufgestauten Wiesäckerbachs ein schmaler Park angelegt; im Osten durchquert der Garchinger Mühlbach das Gelände der Plasmaphysik und biegt dann in den Auwald ab. Beide Bäche vereinen sich nordöstlich des Campus und münden bald darauf in die Isar.

### Straßennamen
Die Straßen auf dem Campus sind nach bedeutenden Naturwissenschaftlern benannt: Hans Kopfermann, Karl Schwarzschild, Ludwig Prandtl, Ludwig Boltzmann, Walther Meißner, Georg Lichtenberg, James Franck, Ernst Otto Fischer. In der Münchner Schotterebene gelegen, ist der Campus durchweg flach – auch Am Coulombwall, wo weit und breit kein Wall zu sehen ist. Vielmehr liegt an dieser Straße das Beschleunigerlabor, in dem Coulombsche Potentialbarrieren überwunden werden.

## Geschichte und Institute

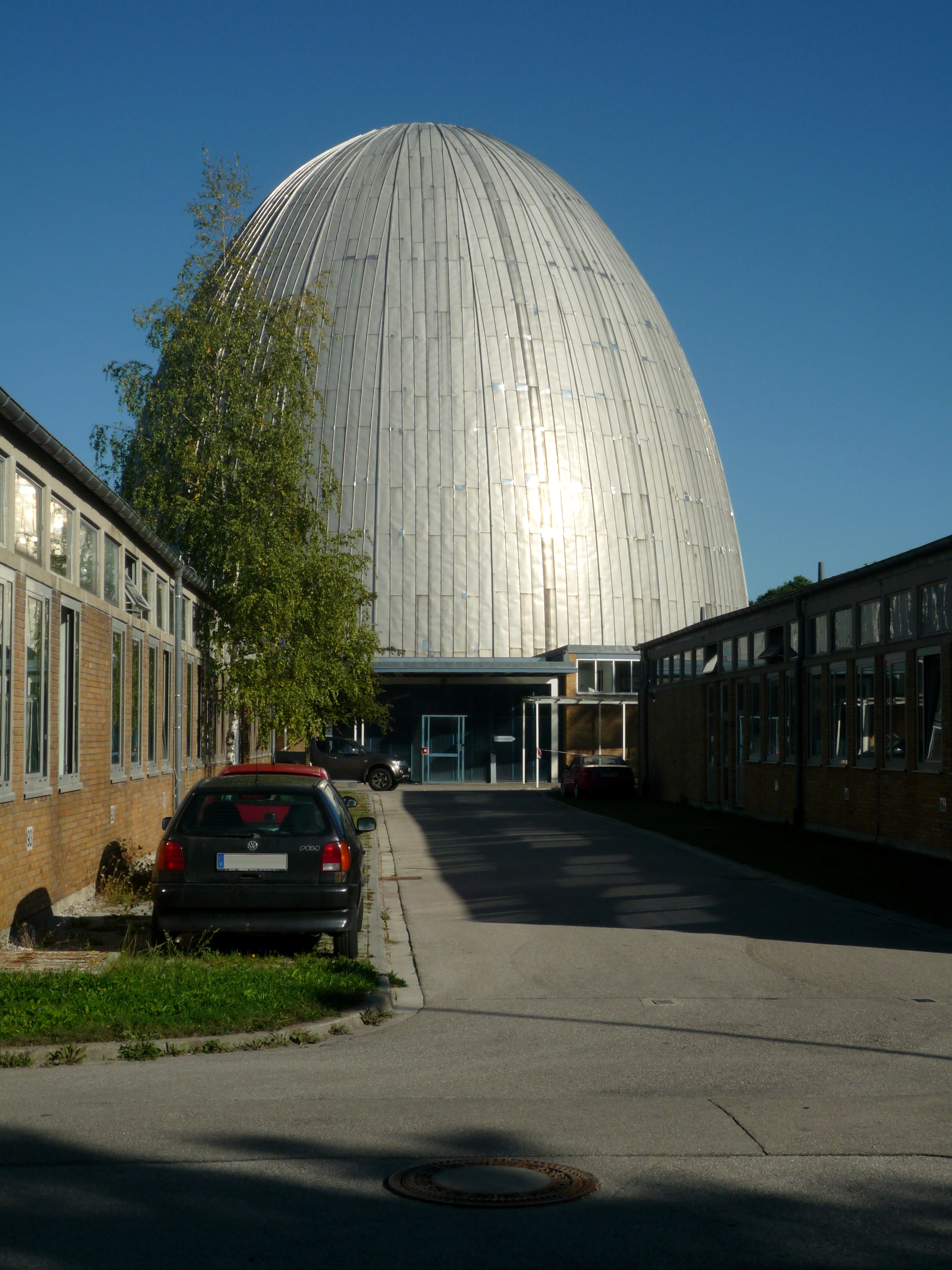
Der Forschungsreaktor München (FRM) mit seiner charakteristischen Kuppel (sog. „Atom-Ei“)

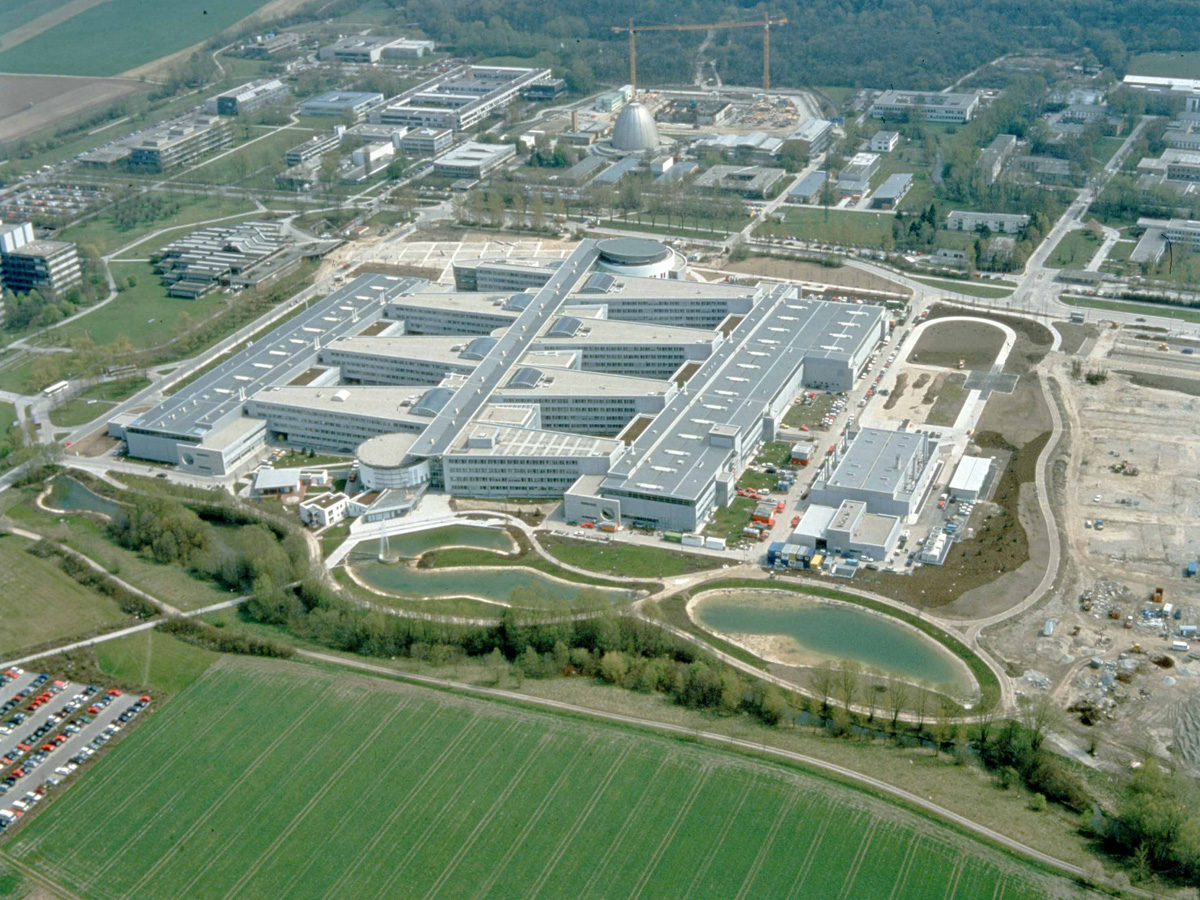
TU München, Fakultät für Maschinenwesen, im Hintergrund die Forschungsreaktoren FRM I und die Baustelle des FRM II (2004)

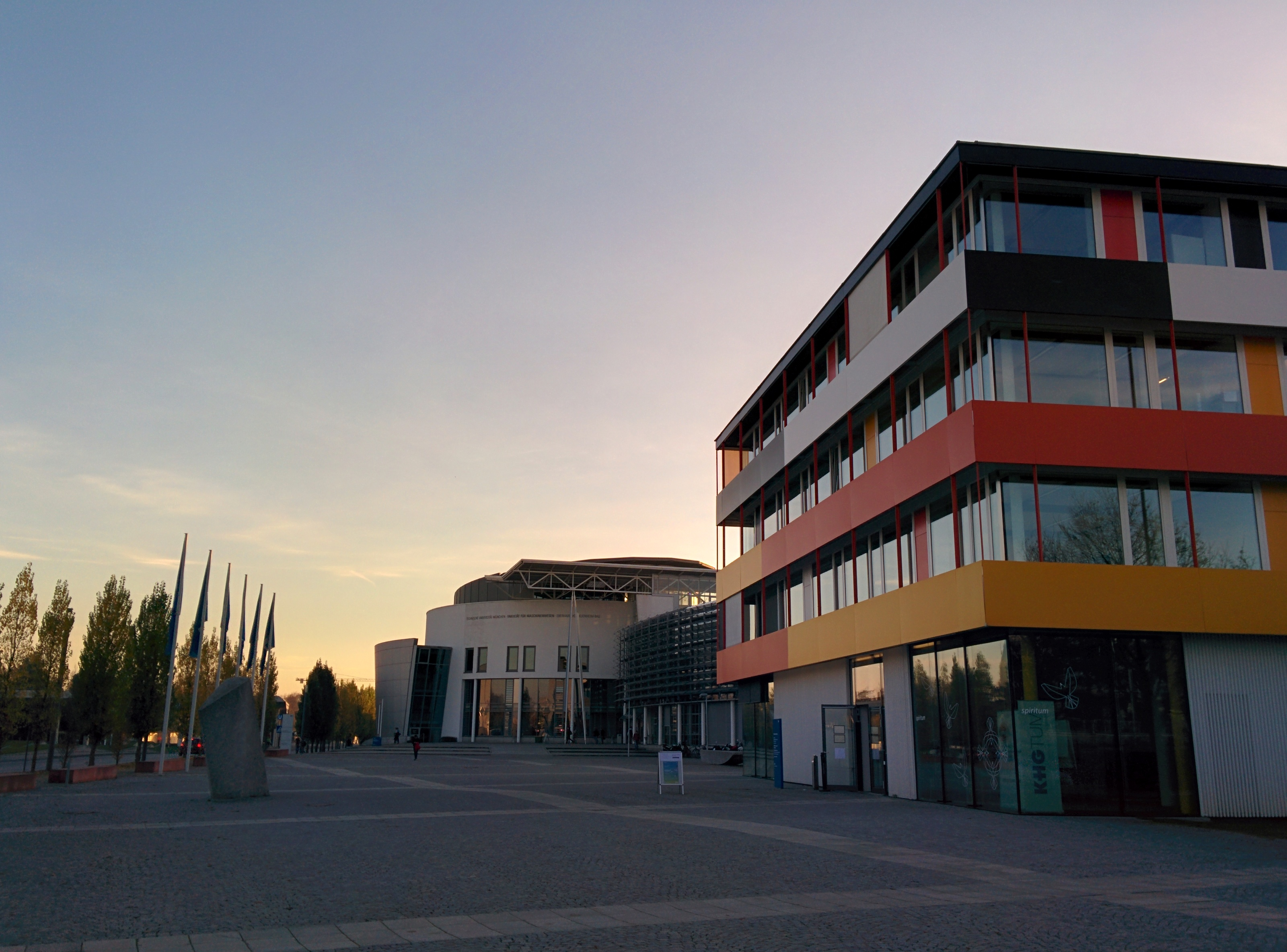
Ansicht auf das Exzellenzzentrum und die Maschinenbaufakultät

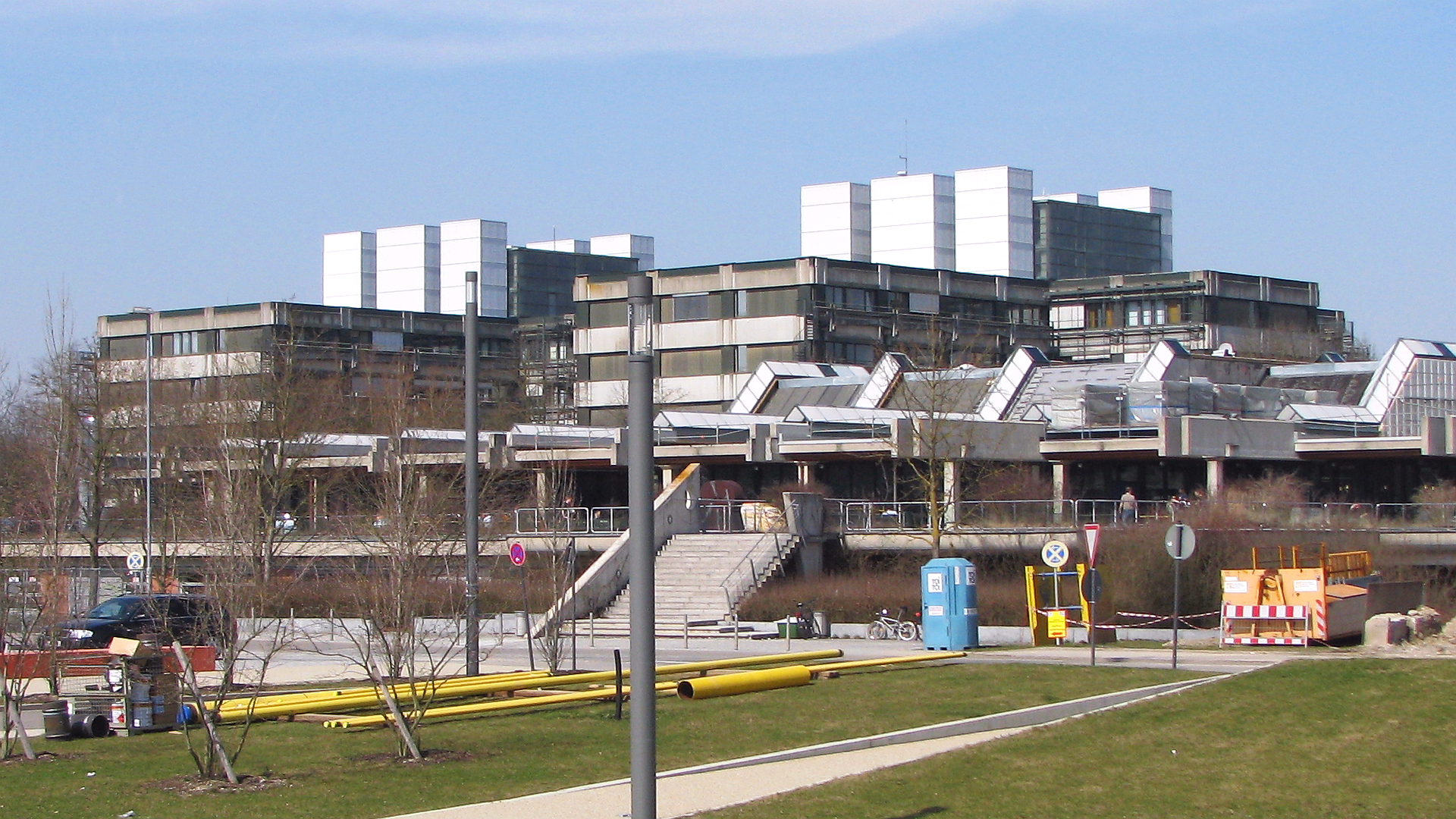
TUM-Gebäudekomplex mit diversen Fakultäten, Instituten und Bibliotheken

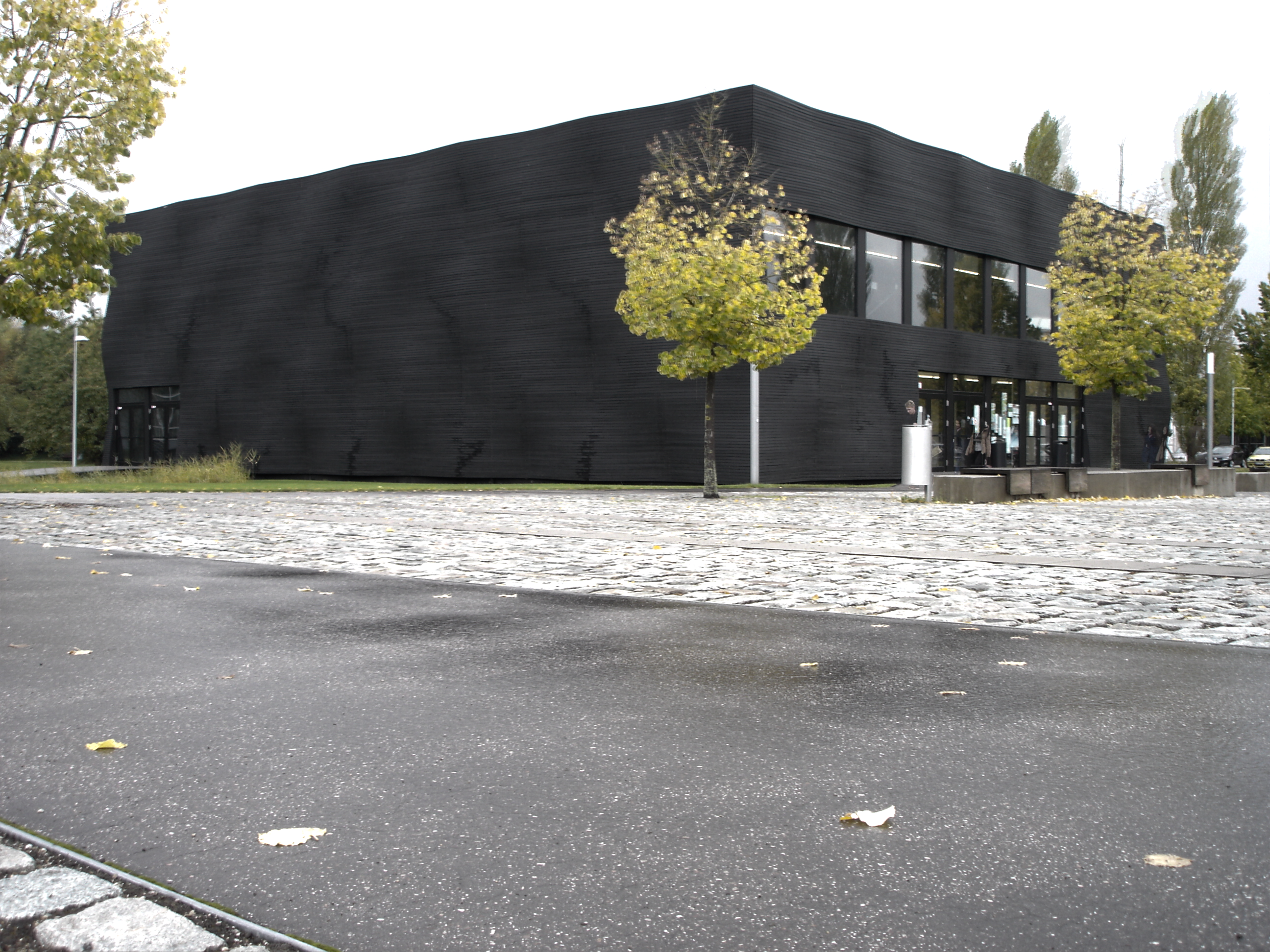
Ein Gebäude mit zusätzlichen Hörsälen („Interims-Hörsäle“)

Die Keimzelle dieses Geländes bildete 1957 der erste deutsche Forschungsreaktor, der FRM. Er war von 1957 bis 2000 in Betrieb. Sein Kuppelbau wurde als Atom-Ei zum Symbol eines Zeitalters und zum Wahrzeichen Garchings. Das Gebäude steht unter Denkmalschutz und wird nach Entfernung aller nuklearen Installationen erhalten bleiben. Unmittelbar dahinter auf dem umzäunten Reaktorgelände steht sein Nachfolger FRM II, die Forschungs-Neutronenquelle Heinz Maier-Leibnitz, in Betrieb seit 2004.
1960 siedelte sich das Max-Planck-Institut für Plasmaphysik auf dem Campus an. 1970 folgte ein Tandembeschleuniger, der von beiden Münchner Universitäten gemeinsam betrieben wurde.
Seit den 1960er Jahren wurde erwogen, die Technische Universität ganz oder zu weiten Teilen nach Garching umzusiedeln. Die Umsetzung dieses Vorhabens zog und zieht sich über ein halbes Jahrhundert hin. Bis zum endgültigen Beschluss des U-Bahn-Baus wurde der Umzug weiterer Fakultäten wegen der mangelhaften Verkehrsanbindung immer wieder in Frage gestellt. Um 1970 zogen die meisten physikalischen Institute nach Garching (Gebäude Physikdepartment 1); die Vorlesungen für das Grundstudium fanden jedoch bis in die 1990er Jahre in München statt. 1978 folgte die Fakultät für Chemie mit einem zeittypisch monolithischen, brutalistischen Bau. Die Ludwig-Maximilians-Universität (LMU) errichtete ein Institutsgebäude für ihre Sektion Physik.
Nach dem verbindlichen Beschluss zum U-Bahn-Bau wurde mit Unterstützung von BMW ein großes Gebäude für die TU-Fakultät für Maschinenwesen errichtet (Eberhard von Kuenheim-Bau). Es folgten die Fakultäten für Mathematik und Informatik mit einem gemeinsamen Gebäude.
Neben dem schon genannten Max-Planck-Institut für Plasmaphysik befinden sich drei weitere Max-Planck-Institute auf dem Campus: für Astrophysik, für extraterrestrische Physik und für Quantenoptik. Garching ist weiterhin „Korporativ Förderndes Mitglied“ der Max-Planck-Gesellschaft.
Am 28. Juni 2004 eröffnete General Electric sein europäisches Forschungszentrum in Garching. Dort sind derzeit 120 Forscher beschäftigt. Schwerpunktaktivitäten sind erneuerbare Energien, Energietechnik, Turbomaschinen, Verbundwerkstoffe, Instrumente und Kontrollsysteme, sowie Medizintechnik.
Im Mai 2006 wurde der Umzug des Leibniz-Rechenzentrums von der Innenstadt Münchens nach Garching abgeschlossen. Dort ist in einem technologisch einzigartig innovativen Technikgebäude mit Hochleistungsklimatisierung eines der weltweit leistungsfähigsten Rechenzentren inklusive der Netzinfrastruktur für den Hochschulstandort München installiert.
Im Mai 2016 wurde der Neubau der Katalyse (Catalysis Research Center – CRC) der Fakultät für Chemie eröffnet. Die Kosten des Neubaus stiegen von ursprünglich 44,5 Mio. € auf 67,4 Mio. €.
Am 11. September 2019 löste eine neue Mensa, angesiedelt hinter der bisherigen, diese ab.
Auf dem Campus befinden sich die folgenden Fakultäten der TUM:
- Fakultät für Chemie (seit 1978)
- Fakultät für Informatik (seit 2002)
- Fakultät für Maschinenwesen  (seit 1997)
- Fakultät für Mathematik (seit 2002)
- Fakultät für Physik

Ferner befinden sich auf dem Campus die folgenden Institute der Max-Planck-Gesellschaft:
- Max-Planck-Institut für Plasmaphysik (1960 als Institut für Plasmaphysik GmbH gegründet)
- Max-Planck-Institut für Quantenoptik (1976 als Projektgruppe für Laserforschung am Max-Planck-Institut für Plasmaphysik gegründet, seit 1981 eigenständig)
- Max-Planck-Institut für Astrophysik (1958 als Teilinstitut des Max-Planck-Instituts für Physik und Astrophysik gegründet, seit 1991 eigenständig)
- Max-Planck-Institut für extraterrestrische Physik (1963 als Teilinstitut des Max-Planck-Instituts für Physik und Astrophysik gegründet, seit 1991 eigenständig)
- Max-Planck-Institut für Physik (nach Kriegsende 1946 wiedergegründet, seit 2023 in Garching)[12]

Außerdem befinden sich auf dem Campus:
- seit 1962 auf dem Gelände des Max-Planck-Instituts für Plasmaphysik das Rechenzentrum Garching (RZG), das seit 2015 unter dem Namen Max Planck Computing and Data Facility (MPCDF) firmiert[13]
- ein stillgelegter Siemens-Unterrichtsreaktor
- das Institut für Medizintechnik der TUM
- die Europäische Südsternwarte (ESO)
- die Gesellschaft für Anlagen- und Reaktorsicherheit (GRS)
- das Institute for Advanced Study (IAS) der TuM
- das Institut für Sicherheitstechnologie (ISTec)
- das Walther-Meißner-Institut für Tieftemperaturforschung (WMI) der Bayerischen Akademie der Wissenschaften
- das Walter-Schottky-Institut (WSI) für Halbleiterphysik
- das Bayerische Zentrum für Angewandte Energieforschung (ZAE Bayern),
- die beiden Exzellenzcluster „Cognition for Technical Systems“ und „Origin and Structure of the Universe“
- eine Abteilung des European Fusion Development Agreement (EFDA).

Ehemals auf dem Campus befanden sich:
- die Deutsche Forschungsanstalt für Lebensmittelchemie (bis 2010)
- bis Ende 2006 die europäische Abteilung des Kernfusionsreaktors ITER

Am Rand des Forschungsgeländes stehen eine Speicherbibliothek der Bayerischen Staatsbibliothek, die Warte der TUM-Feuerwehr und ein Wetterturm (Oskar-von-Miller-Turm).

## Infrastruktur und Sozialleben
Der Standort Garching entwickelt sich zur Campus-Universität; zwar dient das Garchinger Hochschul- und Forschungszentrum aktuell allein dem Studieren und Arbeiten, Wohnheime auf dem Forschungsgelände sind allerdings geplant.
Seit 2001 wird auf dem Gelände das Open-Air-Festival GARNIX veranstaltet; seit 2006 gibt es in Nebenräumen der Mensa die von Studenten geführte Campus-Cneipe C2.
Das Hochschul- und Forschungszentrum Garching ist keine juristische Person. Die einzelnen Institutionen haben sich aufgrund individueller Vereinbarungen mit dem Freistaat Bayern als Grundeigentümer angesiedelt. Aufgrund dieser Vorgeschichte gibt es keine Instanz, die campusweiten wissenschaftlichen und sozialen Austausch koordiniert. Eine von der TUM aufgesetzte Website zum Thema Forschungscampus Garching informiert über die angesiedelten Einrichtungen.

### GALILEO
In der Mitte des Campus, unmittelbar neben dem U-Bahnhof, entsteht derzeit der Baukomplex GALILEO, anfänglich unter dem Namen Neue Mitte geplant, der ein Hotel mit Apartments und Konferenzräumen sowie Restaurants und Läden enthalten wird. Die Eröffnung erfolgte am 17. September 2019, ein Fitnesszentrum sowie verschiedene Büros sind bereits vorher eröffnet worden.
GALILEO wird als erstes Projekt im Bayerischen Hochschulwesen in öffentlich-privater Partnerschaft errichtet. Privater Partner war anfangs die „Zug Gruppe“ von Thomas Zug, der das Areal vom Freistaat im Erbbaurecht überlassen wurde.